# 克拉维瓦尔比
克拉维瓦尔比（法語：Clavy-Warby）是法国香槟-阿登大区阿登省的一个市镇，属于沙勒维尔-梅济耶尔区锡尼拉拜县。该市镇2009年时的人口为348人。

## 人口
克拉维瓦尔比人口变化图示
| 数据来源：INSEE |